# Boisset, Haute-Loire
Boisset är en kommun i departementet Haute-Loire i regionen Auvergne-Rhône-Alpes i centrala Frankrike. Kommunen ligger i kantonen Bas-en-Basset som tillhör arrondissementet Yssingeaux. År 2022 hade Boisset 382 invånare.

## Befolkningsutveckling
Antalet invånare i kommunen Boisset
| Referens: INSEE |